# Nyáry Krisztina
Bedeghi báró Nyáry Krisztina (Kisvárda, 1604. október 31. – Sempte, 1641. február 17.) Thurzó Imre, majd Esterházy Miklós nádor felesége.

A bedegi Nyáry család bárói címere

## Élete
Nyáry Pál és Várday Kata lánya. 1618-ban kötött házasságot Thurzó Imrével, Thurzó György nádor fiával. A nászmenet és a menyegző pompája még az akkoriban megszokott főúri fényűzések mellett is párját ritkította; az esketést Alvinci Péter végezte. Thurzó Imre 1621-ben bekövetkezett hirtelen halála után a gazdag örökséggel kecsegtető özvegyet - aki közben katolizált - Esterházy Miklós vette nőül Szucsányban, az esküvői szertartást ekkor Pázmány Péter celebrálta. Példás, boldog házaséletükből kilenc gyermek származott.
A Nyáry család udvari káplánja a jezsuita Hajnal Mátyás volt, aki 1629-ben Bécsben megjelent, Jézus Szívéről szóló ájtatossági könyvét - amely a magyar barokk széppróza kezdeteinek becses emléke - Nyáry Krisztinának ajánlotta. Naplója irodalmi értékű.

## Származása
| bedeghi báró Nyáry Krisztina (Kisvárda, 1604. október 31. – Sempte, 1641. február 17.) | Apja: bedeghi báró Nyáry Pál (1550 körül – 1607. december) várkapitány, hadvezér | Apai nagyapja: bedeghi báró Nyáry Lőrinc (1515 körül – Szucsány, 1559 körül) várkapitány, főispán, koronaőr |
| bedeghi báró Nyáry Krisztina (Kisvárda, 1604. október 31. – Sempte, 1641. február 17.) | Apja: bedeghi báró Nyáry Pál (1550 körül – 1607. december) várkapitány, hadvezér | Apai nagyanyja: turócszentmihályi Thuróczy Márta (1513 – 1562 körül)                                        |
| bedeghi báró Nyáry Krisztina (Kisvárda, 1604. október 31. – Sempte, 1641. február 17.) | Anyja: kisvárdai báró Várday Katalin (1577 körül – Kisvárda, 1630. június 7.)    | Anyai nagyapja: kisvárdai báró Várday Miklós (1509 körül – 1575. augusztus)                                 |
| bedeghi báró Nyáry Krisztina (Kisvárda, 1604. október 31. – Sempte, 1641. február 17.) | Anyja: kisvárdai báró Várday Katalin (1577 körül – Kisvárda, 1630. június 7.)    | Apai nagyanyja: Losonczi Dorottya (1509 körül – ?)                                                          |